# Галера (станция)

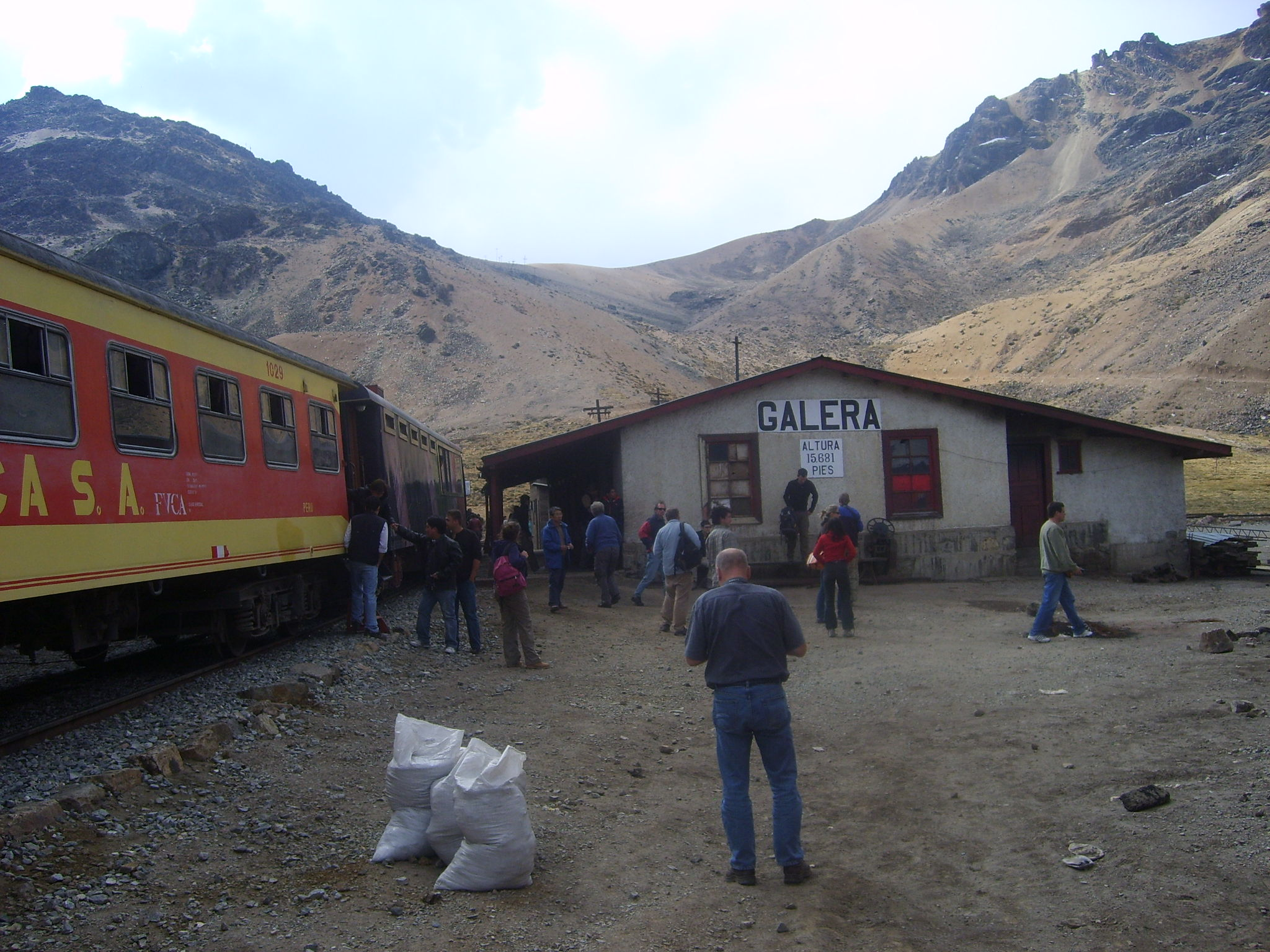
Туристический поезд на станции Галера

Галера (исп. Galera) — разъезд Центральноандинской железной дороги, что в Перу.
Расположен в Андах на высоте 4781 м над уровнем моря и до 2006 г., когда в Тибете открыли железнодорожную станцию Тангла, был третьей по высоте расположения станцией мира. Построен польским инженером Эрнестом Малиновским в 1873 г. — сразу после разъезда Тиклио. Соединён с Тиклио Галерским тоннелем длиною в 1200 м. Железная дорога, проходящая через Галеру, стандартной стефенсоновской колеи. Разъезд пропускает многочисленные грузовые поезда и три пары в сутки поездов пассажирских — два встречных туристических днём и один пассажирский ночью. В 1992—2003 гг. разъезд не функционировал, как и вся линия, что было связано с деятельностью партизан организации «Сендеро луминосо».
В 100 метрах к северо-западу от разъезда железная дорога входит в тоннель.